# M̱
Cette page contient des caractères spéciaux ou non latins. S’ils s’affichent mal (▯, ?, etc.), consultez la page d’aide Unicode.
M̱, ou m̱ macron souscrit, est un graphème utilisé dans l’écriture du chinantèque d’Usila, du yele et du zapotèque de Mitla, et dans la romanisation du télougou. Il s'agit de la lettre M diacritée d’un macron souscrit.

## Représentations informatiques
Le M macron souscrit peut être représenté avec les caractères Unicode suivants :
- décomposé (latin de base, diacritiques) :

| formes    | représentations | chaînes de caractères | points de code | descriptions                                          |
| --------- | --------------- | --------------------- | -------------- | ----------------------------------------------------- |
| capitale  | M̱               | M◌̱                    | U+004D U+0331  | lettre majuscule latine m diacritique macron souscrit |
| minuscule | m̱               | m◌̱                    | U+006D U+0331  | lettre minuscule latine m diacritique macron souscrit |